# Aggresoma
Un aggresoma, nelle cellule eucariotiche, si riferisce ad un'aggregazione di proteine ripiegate in modo errato all'interno della cellula. Tale aggregazione proteica si viene a formare quando il fisiologico sistema di degradazione delle proteine della cellula viene sopraffatto, in genere per un eccesso di carico. Secondo gli studiosi l'aggresoma è un processo altamente regolato dalla cellula, verosimilmente una modalità con la quale la cellula organizza le proteine mal ripiegate in un unico locus.

## Biogenesi
La corretta piegatura delle proteine richiede che queste assumano una particolare struttura all'interno di una costellazione di conformazioni possibili, ma errate. Il fallimento da parte dei polipeptidi nell'adottare la loro corretta struttura si trasforma in una grave minaccia per la funzionalità e la vitalità delle cellule.  Di conseguenza, si sono evoluti sistemi elaborati per proteggere le cellule dagli effetti deleteri delle proteine mal ripiegate.
Le cellule impiegano principalmente tre meccanismi per contrastare le proteine mal ripiegate: chaperone molecolari per assistere il ripiegamento proteico; la degradazione proteolitica delle proteine malformate/danneggiate che coinvolgono il sistema ubiquitina-proteasoma e autofagia-lisosoma, con formazione di detergenti-aggresomi insolubili che trasportano le proteine mal ripiegate lungo i microtubuli in una regione vicino al nucleo della cellula. La deposizione intracellulare di aggregati proteici mal ripiegati in inclusioni citoplasmatiche ricche di ubiquitina è legata alla patogenesi di molte malattie. Il blocco funzionale di entrambi i sistemi degradativi porta ad una marcata formazione di aggresomi. Perché questi aggregati si formino nonostante l'esistenza di meccanismi cellulari per riconoscere e degradare le proteine mal ripiegate, e come siano trasformate in inclusioni citoplasmatiche, non è ancora noto.
La formazione dell'aggresoma è accompagnata da una ridistribuzione dei filamenti intermedi della vimentina a formare una gabbia che viene a circondare un nucleo pericentriolare di proteina ubiquitina aggregata. La rottura dei microtubuli blocca la formazione dell'aggresoma. Allo stesso modo, l'inibizione della funzione proteasoma impedisce anche la degradazione delle molecole di presenilina-1 non assemblate che portano alla loro aggregazione e deposizione in forma di aggresoma. La formazione dell'aggresoma è una risposta generale delle cellule che si verifica quando la capacità del proteasoma viene superata dalla produzione di proteine mal ripiegate soggette ad aggregazione.
Tipicamente, un aggresoma si forma in risposta a uno stress cellulare che genera una grande quantità di proteine mal ripiegate o parzialmente denaturate: ipertermia, sovraespressione di una proteina insolubile o mutante, ecc. La formazione di un aggresoma è in gran parte ritenuta essere una risposta protettiva, sequestrante aggregati potenzialmente citotossicità e che fungono anche da centro di organizzazione per l'eventuale clearance autofagica dalla cellula. Un aggresoma si forma attorno al centro di organizzazione dei microtubuli nelle cellule eucariotiche, adiacente o avvolgente i centrosomi della cellula. La poliubiquitinazione identifica la proteina per il trasporto retrogrado attraverso il legame HDAC6 e la proteina motoria che si sposta lungo i microtubuli, la dineina. Inoltre, i substrati possono anche essere identificati per l'aggresoma attraverso una via indipendente dall'ubiquitina e mediata dal co-chaperone BAG3 indotto dallo stress (atanogene 3 associato a Bcl-2), che trasferisce substrati di proteine mal ripiegate legati alla proteina shock termico HSP70 (heat-shock protein 70) direttamente sulla proteina motoria del microtubulo, la dineina. L'aggregato proteico viene quindi trasportato lungo il microtubulo e scaricato tramite p97 formando l'aggresoma. Si crede che mediatori come p62 siano coinvolti nella formazione di un aggresoma tramite il sequestro degli omegasomi, che legano e aumentano le dimensioni dell'aggresoma. L'aggresoma è eventualmente "etichettato" per andare incontro alla clearance autofagica della cellula. Alcune proteine patologiche, come l'alfa-sinucleina, non possono essere degradate e causano la formazione di corpi di inclusione (nella malattia di Parkinson, e nella demenza con corpi di Lewy) che contribuiscono alla disfunzione neuronale e alla morte.

## Formazione dell'aggresoma
Polipeptidi anomali che sfuggono alla degradazione proteasoma dipendente e si aggregano nel citosol, possono essere trasportati tramite microtubuli ad un aggresoma, un organello scoperto di recente dove le proteine aggregate sono immagazzinate o degradate tramite autofagocitosi. La sinfilina 1, una proteina implicata nella malattia di Parkinson, è stata utilizzata come modello per studiare i meccanismi di formazione dell'aggresoma. Quando è espressa in cellule HEK293 naïve, la sinfilina 1 forma multipli aggregati piccoli e altamente mobili. Tuttavia, l'inibizione del proteasoma o della proteina da shock termico Hsp90 attiva rapidamente la loro traslocazione nell'aggresoma e, sorprendentemente, questa risposta risulta indipendente dal livello di espressione della sinfilina 1. Pertanto, la formazione dell'aggresoma, ma non l'aggregazione della sinfilina 1, rappresenta una risposta cellulare speciale al fallimento del meccanismo proteasoma/chaperone. È importante sottolineare che, la traslocazione ad aggresoma richiede uno speciale segnale avente come obiettivo l'aggresoma all'interno della sequenza di sinfilina 1, un dominio di ripetizione anchirina-like. D'altra parte, la formazione di aggregati più piccoli richiede un segmento completamente diverso all'interno della sinfilina 1, e ciò indica che l'aggregazione e i determinanti della formazione dell'aggresoma possono essere separati geneticamente.
Inoltre, la sostituzione della ripetizione anchirina-like nella sinfilina 1 con un segnale avente come target l'aggresoma dall'huntingtina era sufficiente per la formazione dell'aggresoma dopo l'inibizione del proteasoma. Analogamente, l'attaccamento della ripetizione anchirina-like a un frammento di huntingtina privo del suo segnale avente come target l'aggressoma, è in grado di promuovere il suo trasporto agli aggresomi. Questi risultati indicano l'esistenza di segnali trasferibili che hanno come obiettivo rendere inclini i polipeptidi all'aggregazione in aggresoma.

## Malattie umane
Un accumulo di proteine mal ripiegate in inclusioni proteiche è un evento comune a molte malattie neurodegenerative legate all'età, compresa la malattia di Parkinson, la malattia di Alzheimer, la malattia di Huntington e la sclerosi laterale amiotrofica. Nelle cellule in coltura, quando la produzione di proteine mal ripiegate supera la capacità del sistema di ripiegamento chaperone e del percorso di degradazione dell'ubiquitina-proteasoma, le proteine mal ripiegate vengono trasportate attivamente in una struttura citoplasmatica iuxtanucleare chiamata aggresoma. Se gli aggresomi siano strutture di beneficio o nocive è tuttora non completamente chiaro; in ogni caso queste formazioni sono di particolare interesse a causa della comparsa di inclusioni simili in molte malattie da deposizione di proteine. Gli studi effettuati sembrano indicare che gli aggresomi svolgano una funzione citoprotettiva e siano associati al ricambio accelerato delle proteine mutanti.
Gli esperimenti dimostrano che il recettore mutante per gli androgeni (AR), la proteina responsabile dell'atrofia muscolare spinobulbare legata al cromosoma X, forma aggregati insolubili ed è tossico per le cellule in coltura. Si è inoltre scoperto che questo recettore mutante per gli androgeni forma aggresomi in un processo distinto dall'aggregazione. Sono stati utilizzati interventi molecolari e farmacologici per interrompere la formazione degli aggresomi, rivelando la loro funzione citoprotettiva. Si è riscontrato che le proteine formanti aggresomi hanno un tasso di turnover accelerato, e questo turnover è rallentato dall'inibizione della formazione degli aggresomi. Infine, è stato dimostrato che le proteine formanti aggresomi si legano alla membrana e si associano alle strutture lisosomiali. Nel loro insieme, questi risultati sembrano suggerire che gli aggresomi siano citoprotettivi, fungendo da centri di reclutamento citoplasmatici per facilitare la degradazione delle proteine tossiche.

### Proteine implicate nella formazione degli aggresomi
L'istone deacetilasi 6 è la proteina che, regolando l’acetilazione della tubulina, forma i corpi di Lewy (inclusioni citoplasmatiche localizzate nelle cellule nervose). Nessuna mutazione associata a malattia è stata collegata a questa proteina.
La parkina è invece una proteina che si trova anch'essa nei corpi di Lewy e le sue mutazioni causano forme ereditarie di parkinsonismo.
L'atassina 3 è un'altra proteina che è coinvolta nella formazione di inclusioni intranucleari nella atassia spinocerebellare (SCA) di tipo 1 e 2 e nell'atrofia dentato-rubro-pallido-luisiana (DRPLA).